# Гард (урочище)
Гард — заповідне урочище на річці Південний Буг, колишній центр Бугогардівської паланки Війська Запорізького Низового. Знаходиться за 2 км на південний схід від села Богданівка Доманівського району та за 1 км на південь від міста Південноукраїнськ Миколаївської області.
При розкопках у Гарді були знайдені найпівденніші поселення неолітичної буго-дністровської культури.
У XVI ст. запорозькі козаки збудували тут «гард» — рибний завод, від нього й пішли назви урочища і слободи, яка тут утворилася. (У XVIII ст. центр паланки). В урочищі була човнова, а проти острова Великого — поромна переправа запорожців, яка залишалася найважливішою на Південному Бузі до кінця XVIII століття. Тут несли сторожову службу 300 козаків на чолі з старшинами. Щороку, навесні і влітку, коли зростала загроза нападів татаро-турецьких орд, загін запорізьких козаків збільшувався до 500 чоловік. 1740 року Гард зруйнували загони надвірних козаків польського графа Потоцького, очолені зрадником Савою Чалим. Та запорожці знову відбудували слободу.
Бугогардівська паланка була найбільшою адміністративно-територіальною одиницею на Запоріжжі.
Готською «гард», як і у інших германців збігалося з «град» у слов'янських мовах, що вказує на можливе давнє місто, що існувало у готські часи.
Територію урочища Гард нині охоплює Національний природний парк «Бузький Гард».